# Un poeta entre reclutes
Un poeta entre reclutes (títol original: Renaissance Man) és una pel·lícula estatunidenca dirigida per Penny Marshall, estrenada l'any 1994. Ha estat doblada al català.

## Argument
Bill Rago, brillant publicitari, es tanmateix despatxat després d'haver perdut un enorme contracte per la seva empresa. Bill va a l'atur, i rep una proposició d'ensenyament en una escola militar.
La seva missió: conrear la intel·ligència de joves reclutes que suposadament estan desfavorits intel·lectualment. Per un cúmul de circumstàncies, Bill es posa a ensenyar als seus alumnes les obres de William Shakespeare.
L'aprenentatge de Shakespeare, mal vist pels superiors jeràrquics dels joves soldats, servirà tanmateix per arribar a la plenitud tant física com intel·lectual dels seus joves reclutes.

## Repartiment
- Danny DeVito: Bill Rago
- James Remar: El capità Tom Murdoch
- Mark Wahlberg: El soldat Tommy Lee Haywood
- Cliff Robertson: El coronel James
- Ed Begley Jr.: Jack Markin
- Ann Cusack: La secretària de Bill
- Richard T. Jones: El soldat Jackson Leroy
- Lillo Brancato: El soldat Donnie Benitez
- Kadeem Hardison: El soldat Jamaal Montgomery
- Khalil Kain: El soldat Roosevelt Nathaniel Hobbs
- Stacey Dash: El soldat Miranda Myers
- Peter Simmons: El soldat Brian Davis, Jr.
- Gregory Sporleder: El soldat Melvin
- Alanna Ubach: Emily Rago
- Jenifer Lewis: Mme Coleman
- Gregory Hines: El sergent Cass

## Banda original
- Cantaloop (Flip Fantasia)
  - Escrita per: Mel Simpson, Geoff Wilkinson, RahSaan Kelly i Herbie Hancock
  - Amb l'amable autorització de Blue Note Rècords, una divisió de Capitol Rècords, Inc.
  - Sota llicència de Cema Special Markets
  - Interpretada per Us3
- Listen to the Rain
  - Escrita per Stevie Nicks, Monroe Jones i Scott Crago
  - Interpretada per Stevie Nicks
  - Amb l'amable autorització de Modern / Atlantic Rècords
- Archy Breaky Heart
  - Escrit per Don Von Tress
- Hamlet Rap
  - Interpretada per The Doble D's
- Life in the Streets
  - Escrita per Frank Peterson, Alex Christensen, Mark Wahlberg i J.Paquette
  - Interpretada per Prince Ital Joe Feat and Mark Wahlberg
  - Amb l'amable autorització de eastwest records gmbh, Germany
- R.O.C.K. in the U.S.A.
  - Escrita i nterpretada per John Mellencamp
  - Amb l'amable autorització de Mercury Rècords
- In Love
  - Escrita per Frank Peterson, Alex Christensen, Mark Wahlberg i J.Paquette
  - Interpretada per Prince Ital Joe Feat and Mark Wahlberg
  - Amb l'amable autorització de eastwest rècords gmbh, Germany
- Washington Post March
  - Interpretada per The 282nd Army Band
- United
  - Escrita per Frank Peterson, Alex Christensen, Mark Wahlberg i J.Paquette
  - Interpretada per Prince Ital Joe Feat and Mark Wahlberg
  - Amb l'amable autorització de eastwest records gmbh, Germany